# Vitbådan
Vitbådan är ett skär i Åland (Finland). Det ligger i den södra delen av landskapet, 28 km söder om huvudstaden Mariehamn.
Terrängen runt Vitbådan är mycket platt. Trakten är glest befolkad. Det finns inga samhällen i närheten. 